# كلانسي إدواردز
كلانسي إدواردز (بالإنجليزية: Clancy Edwards)‏ هو منافس ألعاب قوى أمريكي، ولد في 9 أغسطس 1955.

## وصلات خارجية
- كلانسي إدواردز على موقع الاتحاد الدولي لألعاب القوى (الإنجليزية)